# Santiago Alonso Beltrán
Santiago Alonso Beltrán (Barcelona, 6 de junio de 1968) es un ingeniero técnico aeronáutico y político español, concejal en el Ayuntamiento de Barcelona de 2015 a 2019. 

## Biografía
Ingeniero técnico aeronáutico por la Escuela Universitaria de Ingeniería Técnica Aeronáutica (Universidad Politécnica de Madrid)  e ingeniero aeroespacial por la Universidad de León. 
Ha desarrollado su carrera profesional en el Aeropuerto de Barcelona, dentro de la empresa AENA, desempeñando diversos cargos vinculados a la gestión de infraestructuras, la seguridad y el medioambiente. 
En diciembre de 2014, mediante un procedimiento de primarias, se eligieron los cinco primeros puestos de la lista municipal del Grupo municipal de Ciudadanos-Partido de la Ciudadanía (Cs), siendo elegido como el número 4. En las elecciones municipales del 24 de mayo de 2015, Ciudadanos-Partido de la Ciudadanía  obtiene 5 representantes en el Ayuntamiento de Barcelona y es elegido concejal.
En las elecciones municipales de 2019, Ciudadanos es representado por Manuel Valls (político) con la formación Barcelona pel canvi-Ciutadans con cambios en la lista electoral.